# Harrison County, Mississippi
Harrison County är ett administrativt område i delstaten Mississippi, USA. År 2010 hade countyt 187 105 invånare. De administrativa huvudorterna (county seat) är Biloxi och Gulfport. 
Militärbasen Naval Construction Battalion Center är belägen i countyt.

## Geografi
Enligt United States Census Bureau har countyt en total area på 2 528 km². 1 505 km² av den arean är land och 1 023 km² är vatten. 

### Angränsande countyn
- Stone County - nord
- Jackson County - öst
- Hancock County - väst